# Pic del Racó
El Pic del Racó és una muntanya que es troba en el terme municipal de la Vall de Boí, a la comarca de l'Alta Ribagorça, i dins del Parc Nacional d'Aigüestortes i Estany de Sant Maurici.

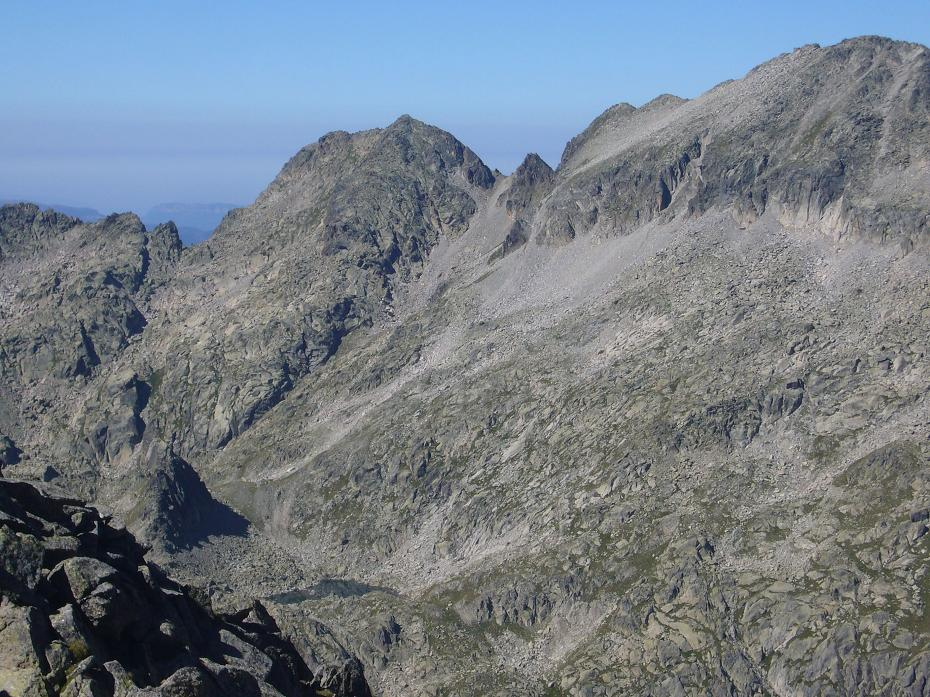
Pics del Racó i de Sarradé, i Estany de la Passada des de la collada sud del Gran Tuc de Colomèrs

El pic, de 2.875,8 metres, s'alça a la carena que separa la Vall de Sarradé (O) i el Barranc del Racó (E); amb el Pic de Sarradé al nord i el Cap de les Pales del Planell Gran al sud.